# Municipio de Lincoln (condado de Kossuth)
El municipio de Lincoln (en inglés: Lincoln Township) es un municipio ubicado en el condado de Kossuth en el estado estadounidense de Iowa. En el año 2010 tenía una población de 146 habitantes y una densidad poblacional de 1,57 personas por km².

## Geografía
El municipio de Lincoln se encuentra ubicado en las coordenadas 43°23′10″N 94°1′47″O / 43.38611, -94.02972. Según la Oficina del Censo de los Estados Unidos, el municipio tiene una superficie total de 93.21 km², de la cual 93,21 km² corresponden a tierra firme y (0 %) 0 km² es agua.

## Demografía
Según el censo de 2010, había 146 personas residiendo en el municipio de Lincoln. La densidad de población era de 1,57 hab./km². De los 146 habitantes, el municipio de Lincoln estaba compuesto por el 99,32 % blancos, el 0,68 % eran de otras razas. Del total de la población el 2,74 % eran hispanos o latinos de cualquier raza.